# Vicente Guerrero, Reforma
Vicente Guerrero är en ort i Mexiko.   Den ligger i kommunen Reforma och delstaten Chiapas, i den sydöstra delen av landet, 700 km öster om huvudstaden Mexico City. Vicente Guerrero ligger 14 meter över havet och antalet invånare är 596.
Terrängen runt Vicente Guerrero är platt. Runt Vicente Guerrero är det ganska tätbefolkat, med 166 invånare per kvadratkilometer. Närmaste större samhälle är El Carmen, 2,8 km väster om Vicente Guerrero. Omgivningarna runt Vicente Guerrero är en mosaik av jordbruksmark och naturlig växtlighet.